# Sông Sarma
Sông Sarma (tiếng Nga: Сарма) là một dòng sông ở tỉnh Irkutsk, Nga. Nó chảy từ dãy núi Primorsky đến hồ Baikal. Sông Sarma dài 66 km (41 mi) và có lưu vực thoát nước là 787 km2 (304 dặm vuông).
Thung lũng và cửa sông Sarma có những cơn gió mạnh nhất trên hồ Baikal. Tốc độ của chúng có thể vượt quá 40 m/s.

## Phụ lưu
Các dòng suối sau đây chảy vào Sarma:
- Sukhaya (cách cửa sông 14 km)
- Uspan (cách cửa sông 18 km)
- Yakshal (cách cửa sông 22 km)
- Nugan/Nagan (cách cửa sông 27 km)
- Malaya Beleta (cách cửa sông 32 km)
- Một dòng suối không tên (cách cửa sông 45 km)
- Levaya Sarma